# Erica tomentosa
Erica tomentosa är en ljungväxtart som beskrevs av Richard Anthony Salisbury. Erica tomentosa ingår i släktet klockljungssläktet, och familjen ljungväxter. Inga underarter finns listade i Catalogue of Life.